# Chine aux Jeux olympiques
La république populaire de Chine a participé à ses premiers Jeux olympiques en 1952 à Helsinki, en envoyant un unique athlète, le nageur Wu Chuanyu.
Avant la guerre civile chinoise, les athlètes participaient pour la république de Chine aux Jeux de 1932, 1936 et 1948. La république de Chine a continué à participer aux Jeux olympiques d'hiver de 1952 à 1956 mais n'était représenté que par des athlètes de l'île de Taïwan. La dispute sur l'utilisation du nom Chine a résulté au boycott complet de la république populaire de Chine durant toutes ces années. En 1979, le CIO a adopté une résolution pour nommer l'équipe de la République de Chine en Chinese Taipei, ce qui permit à la république populaire de Chine de rejoindre le mouvement olympique. La Chine signe ainsi son retour dans les compétitions avec les olympiades hivernale de 1980 à Lake Placid et estivale de 1984 à Los Angeles.

## Comité international olympique
Le Comité olympique (CIO) chinois a été fondé dès 1910, mais il faut attendre 1979 pour que le comité olympique de la république populaire de Chine soit reconnu par le CIO.
Le CIO et la Chine ont développé un partenariat solide et durable, marqué par des collaborations importantes, notamment l'organisation réussie par la Chine de grands événements sportifs internationaux. Le CIO a régulièrement félicité la Chine pour son engagement envers les valeurs olympiques, notamment l'unité, l'égalité et le respect, ainsi que pour son rôle dans la promotion du développement du sport. Le CIO et la Chine visent à approfondir leur coopération de haut niveau, alors que la Chine continue de jouer un rôle crucial dans l'avancement du Mouvement Olympique,
Hong Kong a un comité olympique distinct depuis 1950 et participe aux Jeux depuis 1952. Après le retour du territoire à la république populaire de Chine et la création de la région administrative spéciale de Hong Kong en 1997, cet arrangement a continué et Hong Kong participe encore aux Jeux de manière indépendante.

## Tableau des médailles

### Par année

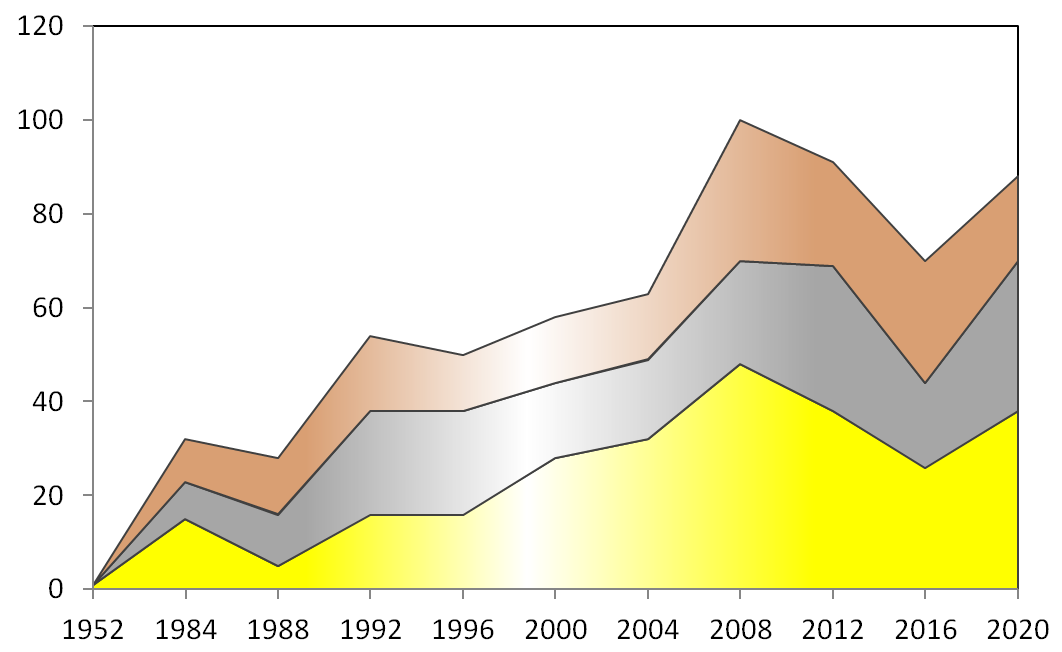
Évolution des médailles gagnées par la Chine aux Jeux Olympiques d'été en 1952 et de 1984 à 2020.

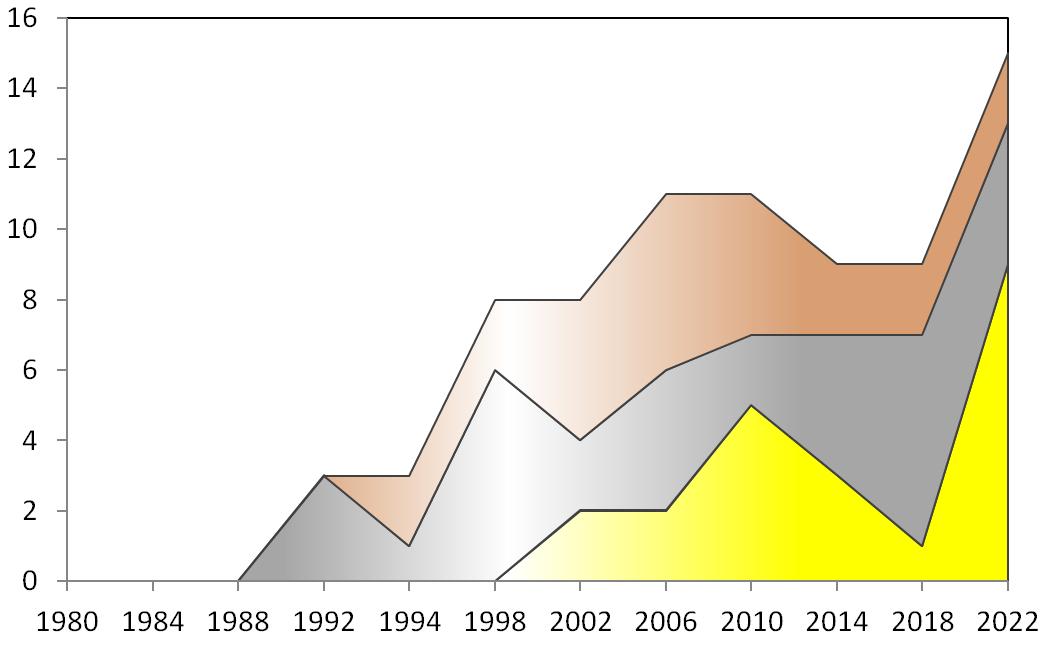
Évolution des médailles gagnées par la Chine aux Jeux Olympiques d'hiver de 1980 à 2022.

| Année               | Athlètes           | Médaille d'or, Jeux olympiques | Médaille d'argent, Jeux olympiques | Médaille de bronze, Jeux olympiques | Total              | Rang               |
| Helsinki 1952       | 1                  | 0                              | 0                                  | 0                                   | 0                  | -                  |
| Melbourne 1956      | N'a pas participée | N'a pas participée             | N'a pas participée                 | N'a pas participée                  | N'a pas participée | N'a pas participée |
| Rome 1960           | N'a pas participée | N'a pas participée             | N'a pas participée                 | N'a pas participée                  | N'a pas participée | N'a pas participée |
| Tokyo 1964          | N'a pas participée | N'a pas participée             | N'a pas participée                 | N'a pas participée                  | N'a pas participée | N'a pas participée |
| Mexico 1968         | N'a pas participée | N'a pas participée             | N'a pas participée                 | N'a pas participée                  | N'a pas participée | N'a pas participée |
| Munich 1972         | N'a pas participée | N'a pas participée             | N'a pas participée                 | N'a pas participée                  | N'a pas participée | N'a pas participée |
| Montréal 1976       | N'a pas participée | N'a pas participée             | N'a pas participée                 | N'a pas participée                  | N'a pas participée | N'a pas participée |
| Moscou 1980         | N'a pas participée | N'a pas participée             | N'a pas participée                 | N'a pas participée                  | N'a pas participée | N'a pas participée |
| Los Angeles 1984    | 216                | 15                             | 8                                  | 9                                   | 32                 | 4e                 |
| Séoul 1988          | 273                | 5                              | 11                                 | 12                                  | 28                 | 11e                |
| Barcelone 1992      | 244                | 16                             | 22                                 | 16                                  | 54                 | 4e                 |
| Atlanta 1996        | 294                | 16                             | 22                                 | 12                                  | 50                 | 4e                 |
| Sydney 2000         | 271                | 28                             | 16                                 | 14                                  | 58                 | 3e                 |
| Athènes 2004        | 384                | 32                             | 17                                 | 14                                  | 63                 | 2e                 |
| Pékin 2008          | 639                | 48                             | 22                                 | 30                                  | 100                | 1re                |
| Londres 2012        | 396                | 39                             | 31                                 | 22                                  | 92                 | 2e                 |
| Rio de Janeiro 2016 | 412                | 26                             | 18                                 | 26                                  | 70                 | 3e                 |
| Tokyo 2020          | 406                | 38                             | 32                                 | 19                                  | 89                 | 2e                 |
| Paris 2024          | 388                | 40                             | 27                                 | 24                                  | 91                 | 2e                 |
| Total               | 3540               | 303                            | 226                                | 198                                 | 727                | 3e                 |

| Année               | Athlètes | Médaille d'or, Jeux olympiques | Médaille d'argent, Jeux olympiques | Médaille de bronze, Jeux olympiques | Total | Rang |
| Lake Placid 1980    | 24       | 0                              | 0                                  | 0                                   | 0     | -    |
| Sarajevo 1984       | 37       | 0                              | 0                                  | 0                                   | 0     | -    |
| Calgary 1988        | 13       | 0                              | 0                                  | 0                                   | 0     | -    |
| Albertville 1992    | 32       | 0                              | 3                                  | 0                                   | 3     | 15e  |
| Lillehammer 1994    | 24       | 0                              | 1                                  | 2                                   | 3     | 19e  |
| Nagano 1998         | 57       | 0                              | 6                                  | 2                                   | 8     | 16e  |
| Salt Lake City 2002 | 66       | 2                              | 2                                  | 4                                   | 8     | 13e  |
| Turin 2006          | 76       | 2                              | 4                                  | 5                                   | 11    | 14e  |
| Vancouver 2010      | 94       | 5                              | 2                                  | 4                                   | 11    | 7e   |
| Sotchi 2014         | 66       | 3                              | 4                                  | 2                                   | 9     | 12e  |
| Pyeongchang 2018    | 81       | 1                              | 6                                  | 2                                   | 9     | 16e  |
| Pékin 2022          | 176      | 9                              | 4                                  | 2                                   | 15    | 4e   |
| Total               | 570      | 22                             | 32                                 | 23                                  | 77    | 16e  |

### Par sport
| Place | Sport                 | Médaille d'or, Jeux olympiques | Médaille d'argent, Jeux olympiques | Médaille de bronze, Jeux olympiques | Total | Rang |
| 1     | Plongeon              | 47                             | 24                                 | 10                                  | 81    | 2e   |
| 2     | Haltérophilie         | 38                             | 16                                 | 8                                   | 62    | 2e   |
| 3     | Gymnastique           | 33                             | 26                                 | 25                                  | 84    | 4e   |
| 4     | Tennis de table       | 32                             | 20                                 | 8                                   | 60    | 1re  |
| 5     | Tir                   | 26                             | 16                                 | 25                                  | 67    | 2e   |
| 6     | Badminton             | 20                             | 12                                 | 15                                  | 47    | 1re  |
| 7     | Natation              | 16                             | 21                                 | 12                                  | 49    | 8e   |
| 8     | Athlétisme            | 10                             | 12                                 | 15                                  | 37    | 22e  |
| 9     | Judo                  | 8                              | 3                                  | 11                                  | 22    | 4e   |
| 10    | Taekwondo             | 7                              | 1                                  | 3                                   | 11    | 2e   |
| 11    | Escrime               | 5                              | 7                                  | 3                                   | 15    | 8e   |
| 12    | Boxe                  | 3                              | 5                                  | 6                                   | 14    | 22e  |
| 13    | Voile                 | 3                              | 3                                  | 2                                   | 8     | 15e  |
| 14    | Canoë-Kayak           | 3                              | 2                                  | 0                                   | 5     | 25e  |
| 15    | Volley-ball           | 3                              | 1                                  | 2                                   | 6     | 5e   |
| 16    | Lutte                 | 2                              | 5                                  | 8                                   | 15    | 29e  |
| 17    | Aviron                | 2                              | 4                                  | 6                                   | 12    | 21e  |
| 18    | Cyclisme              | 2                              | 3                                  | 3                                   | 8     | 17e  |
| 19    | Tir à l'arc           | 1                              | 6                                  | 2                                   | 9     | 7e   |
| 20    | Tennis                | 1                              | 0                                  | 1                                   | 2     | 16e  |
| 21    | Natation synchronisée | 0                              | 5                                  | 2                                   | 7     | 5e   |
| 22    | Basket-ball           | 0                              | 1                                  | 2                                   | 3     | 11e  |
| 23    | Beach-volley          | 0                              | 1                                  | 1                                   | 2     | 6e   |
| 23    | Karaté                | 0                              | 1                                  | 1                                   | 2     | 11e  |
| 25    | Hockey sur gazon      | 0                              | 1                                  | 0                                   | 1     | 14e  |
| 25    | Football              | 0                              | 1                                  | 0                                   | 1     | 26e  |
| 25    | Pentathlon moderne    | 0                              | 1                                  | 0                                   | 1     | 18e  |
| 25    | Softball              | 0                              | 1                                  | 0                                   | 1     | 4e   |
| 28    | Golf                  | 0                              | 0                                  | 1                                   | 1     | 9e   |
| 28    | Handball              | 0                              | 0                                  | 1                                   | 1     | 22e  |
| Total | Total                 | 262                            | 199                                | 173                                 | 634   | 4e   |

| Place | Sport               | Médaille d'or, Jeux olympiques | Médaille d'argent, Jeux olympiques | Médaille de bronze, Jeux olympiques | Total | Rang |
| 1     | Short-track         | 10                             | 15                                 | 8                                   | 33    | 2e   |
| 2     | Ski acrobatique     | 1                              | 4                                  | 3                                   | 8     | 6e   |
| 3     | Patinage de vitesse | 1                              | 3                                  | 3                                   | 7     | 16e  |
| 4     | Patinage artistique | 1                              | 2                                  | 4                                   | 7     | 13e  |
| 5     | Curling             | 0                              | 0                                  | 1                                   | 1     | 8e   |
| Total | Total               | 12                             | 32                                 | 33                                  | 77    | 16e  |

## Athlètes chinois

### Records

#### Sportifs les plus titrés
- médailles d'or :
  - Wu Minxia (Plongeon)
  - Chen Ruolin (Plongeon)
  - Zou Kai (Gymnastique)

#### Sportifs les plus médaillés
Le record du nombre de médailles est détenu par la plongeuse Wu Minxia qui a remporté sept médailles, dont notamment quatre titres consécutifs sur le tremplin 3 m synchronisé de 2004 à 2016, avec trois partenaires différentes
| Nom                         | Sport                 | Années    | Jeux | H/F | or | argent | bronze | Total |
| --------------------------- | --------------------- | --------- | ---- | --- | -- | ------ | ------ | ----- |
| Cinq médailles d'or ou plus |                       |           |      |     |    |        |        |       |
| Wu Minxia                   | Plongeon              | 2004–2016 | 4    | F   | 5  | 1      | 1      | 7     |
| Zou Kai                     | Gymnastique           | 2008–2012 | 2    | H   | 5  | 0      | 1      | 6     |
| Chen Ruolin                 | Plongeon              | 2008–2016 | 3    | F   | 5  | 0      | 0      | 5     |
| Quatre médailles d'or       |                       |           |      |     |    |        |        |       |
| Guo Jingjing                | Plongeon              | 1996–2008 | 4    | F   | 4  | 2      | 0      | 6     |
| Fu Mingxia                  | Plongeon              | 1992–2000 | 3    | F   | 4  | 1      | 0      | 5     |
| Wang Nan                    | Tennis de table       | 2000–2008 | 3    | F   | 4  | 1      | 0      | 5     |
| Li Xiaopeng                 | Gymnastique           | 2000–2008 | 3    | H   | 4  | 0      | 1      | 5     |
| Deng Yaping                 | Tennis de table       | 1992–1996 | 2    | F   | 4  | 0      | 0      | 4     |
| Zhang Yining                | Tennis de table       | 2004–2008 | 2    | F   | 4  | 0      | 0      | 4     |
| Trois médailles d'or        |                       |           |      |     |    |        |        |       |
| Li Ning                     | Gymnastique           | 1984–1988 | 2    | H   | 3  | 2      | 1      | 6     |
| Sun Yang                    | Natation              | 2008-2016 | 3    | M   | 3  | 2      | 1      | 6     |
| Yang Wei                    | Gymnastique           | 2000–2008 | 3    | H   | 3  | 2      | 0      | 5     |
| Xiong Ni                    | Plongeon              | 1988–2000 | 4    | H   | 3  | 1      | 1      | 5     |
| Chen Yibing                 | Gymnastique           | 2008–2012 | 2    | H   | 3  | 1      | 0      | 4     |
| Zhang Jike                  | Tennis de table       | 2012–2016 | 2    | H   | 3  | 1      | 0      | 4     |
| Li Xiaoxia                  | Tennis de table       | 2012–2016 | 2    | F   | 3  | 1      | 0      | 4     |
| Ding Ning                   | Tennis de table       | 2012–2016 | 2    | F   | 3  | 1      | 0      | 4     |
| Ma Lin                      | Tennis de table       | 2004–2008 | 2    | H   | 3  | 0      | 0      | 3     |
| Ma Long                     | Tennis de table       | 2012–2016 | 2    | H   | 3  | 0      | 0      | 3     |
| Cinq médailles ou plus      |                       |           |      |     |    |        |        |       |
| Li Xiaoshuang               | Gymnastique           | 1992–1996 | 2    | H   | 2  | 3      | 1      | 6     |
| Wang Yifu                   | Tir                   | 1984–2004 | 6    | H   | 2  | 3      | 1      | 6     |
| Wang Hao                    | Tennis de table       | 2004–2012 | 3    | H   | 2  | 3      | 0      | 5     |
| Lou Yun                     | Gymnastique           | 1984–1988 | 2    | H   | 2  | 2      | 1      | 5     |
| Qin Kai                     | Plongeon              | 2008-2016 | 3    | H   | 2  | 1      | 2      | 5     |
| Huang Xuechen               | Natation synchronisée | 2008-2016 | 3    | W   | 0  | 3      | 2      | 5     |

## Porte-drapeau
| Jeux             | Porte-drapeau     | Sport             |
| ---------------- | ----------------- | ----------------- |
| Helsinki 1952    | Wu Chuanyu        | Natation          |
| Melbourne 1956   | N'a pas participé | N'a pas participé |
| Rome 1960        | N'a pas participé | N'a pas participé |
| Tokyo 1964       | N'a pas participé | N'a pas participé |
| Mexico 1968      | N'a pas participé | N'a pas participé |
| Munich 1972      | N'a pas participé | N'a pas participé |
| Montréal 1976    | N'a pas participé | N'a pas participé |
| Moscou 1980      | N'a pas participé | N'a pas participé |
| Los Angeles 1984 | Wang Libin        | Basket-ball       |
| Séoul 1988       | Song Tao          | Basket-ball       |
| Barcelone 1992   | Liu Yudong        | Basket-ball       |
| Atlanta 1996     | Liu Yudong        | Basket-ball       |
| Sydney 2000      | Liu Yudong        | Basket-ball       |
| Athènes 2004     | Yao Ming          | Basket-ball       |
| Pékin 2008       | Yao Ming          | Basket-ball       |
| Londres 2012     | Yi Jianlian       | Basket-ball       |
| Rio 2016         | Lei Sheng         | Escrime           |
| Tokyo 2020       | Zhao Shuai        | Taekwondo         |
| Tokyo 2020       | Zhu Ting          | Volley-ball       |

| Jeux                | Porte-drapeau | Sport                                |
| ------------------- | ------------- | ------------------------------------ |
| Lake Placid 1980    | Zhao Weichang | Patinage de vitesse                  |
| Sarajevo 1984       | Zhao Shijian  | Patinage de vitesse                  |
| Calgary 1988        | Zhang Shubin  | Patinage artistique                  |
| Albertville 1992    | Song Chen     | Patinage de vitesse                  |
| Lillehammer 1994    | Liu Gongfei   | Patinage de vitesse                  |
| Nagano 1998         | Zhao Hongbo   | Patinage artistique                  |
| Salt Lake City 2002 | Zhang Min     | Patinage artistique                  |
| Turin 2006          | Yang Yang (A) | Short-track                          |
| Vancouver 2010      | Han Xiaopeng  | Ski acrobatique                      |
| Sotchi 2014         | Tong Jian     | Patinage artistique                  |
| Pyeongchang 2018    | Zhou Yang     | Patinage de vitesse sur piste courte |

## Sources
1. ↑  « IOC and COC highlight seamless cooperation on all Olympic matters », 20 mai 2024
2. ↑  邢奕, « Xi says China ready to work with IOC to promote Olympic Movement », sur www.chinadaily.com.cn (consulté le 9 avril 2025)
3. ↑  (en) « China willing to deepen high-level cooperation with IOC: Chinese VP », sur english.news.cn (consulté le 9 avril 2025)

- (en) Cet article est partiellement ou en totalité issu de l’article de Wikipédia en anglais intitulé « China at the Olympics » (voir la liste des auteurs).